# Puchar Polski w hokeju na lodzie 1968/1969
Puchar Polski w hokeju na lodzie mężczyzn 1968/1969 – 1. edycja rozgrywek o Puchar Polski, zorganizowana przez Polski Związek Hokeja na Lodzie i przeprowadzona na przełomie lat 1968 i 1969. Do rozgrywek obowiązkowo przystąpiły kluby z I ligi i dwóch grup II ligi – łącznie 23 kluby. Grać mogły również drużyny z lig niższych oraz amatorskie niezrzeszone w związku np. drużyny zakładowe lub szkolne. Zgłoszenie do gry przyjmowano do 24 grudnia 1968 roku, a 28 grudnia na spotkaniu z kierownikami drużyn zapisano 120 zespołów. W rozgrywkach zwyciężyła drużyna Naprzodu Janów.

## Wyniki

### 1/8[1][2]
| 1969-10-01 | Naprzód Janów | 18:0 | Fortuna Wyry | Jantor, Katowice |

|          | Malcherek x5 Kulawik x3 Koźlik x2 Michalski Labryga Reiss Graca Gansiniec Szeja Janiszewski Albrecht | (5:0, 8:0, 5:0) |  |  |
| min. kar | | min. kar        |  |  |

| 1969-10-01 | Legia Warszawa | 3:5 | Baildon Katowice | Pałac Sportu, Łódź |

| Godzina: 18:30 | Kaczorek Janota Bryniczka | (1:2, 2:0, 0:3) | Obłój 2x Chyski E. Mateja Góralczyk | Sędzia główny: T. Andrysiak (Łódź) A. Sławiński (Łódź) |
| Godzina: 18:30 | min. kar                  |                 | min. kar                            | Sędzia główny: T. Andrysiak (Łódź) A. Sławiński (Łódź) |

| 1969-10-01 | Śląsk Wrocław | 0:7 | GKS Katowice |  |

|          |  | (0:4, 0:2, 0:1) |
| min. kar |  | min. kar        |

| 1969-10-01 | Włókniarz Zgierz | 3:11 | Cracovia | Pałac Sportu, Łódź |

| Godzina: 10:00 |          | (1:2, 2:4, 0:5) |          |  |
| Godzina: 10:00 | min. kar |                 | min. kar |  |

| 1969-10-01 | Odra Opole | 3:13 | Podhale Nowy Targ | Pałac Sportu, Łódź |

|          |  | (1:7, 1:3, 1:3) |
| min. kar |  | min. kar        |

### Ćwierćfinały[3]
| 1969-10-21 | Cracovia | 4:6 | Pomorzanin Toruń | ?, Kraków |

|          | Krawczyk 2x Pietkiewicz M. Csorich | (2:3, 1:1, 1:2) |  |  |
| min. kar |                                    | min. kar        |  |  |

| 1969-10-21 | Baildon Katowice | 10:4 | Górnik Murcki | Torkat, Katowice |

|          | Prudło 12:00 Żurek 15:00 R. Mateja 17:00 Święty 29:00 Kądziołka 48:00 Bołbotowski 49:00 Bołbotowski 54:00 Obłój 55:00 R. Mateja 58:00 Garbocz 60:00 | (3:2, 1:2, 6:0) | 06:00 Pustelnik 14:00 Solorz 27:00 Solorz 31:00 Posiłek |  |
| min. kar | | min. kar        |                                                         |  |

| 1969-10-21 | Polonia Bydgoszcz | 3:7 | Naprzód Janów | ?, Bydgoszcz |

|          |  | (0:4, 1:1, 2:2) | Gansiniec 2x Kulawik 2x Malcherek Pilorz Siedlaczek |  |
| min. kar |  | min. kar        |                                                     |  |

| 1969-11-02 | Podhale Nowy Targ | 7:6 pk. | GKS Katowice |  |

|          | szósty gol w 60. min. dwa karne wykorzystane | (1:2, 2:1, 3:3, d. 0:0, 0:0, k. 2:1) | jeden karny wykorzystany |  |
| min. kar |                                              | min. kar                             |                          |  |

### Półfinały[5]
| 1969-11-11 | Baildon Katowice | 14:0 | Pomorzanin Toruń |  |

|          | Kondziołka 4, Fibic, A i K. Fonfarowie po 2 oraz Prudło, Żurek, Tomanek i Garbocz. | 5-0,4-0,5-0 |  |  |
| min. kar |                                                                                    | min. kar    |  |  |

|  | Naprzód Janów |  | Podhale Nowy Targ |  |

### Finał[6]
W finale Pucharu Polski w sezonie 1968/1969 zmierzyły się dwie drużyny z Katowic: Naprzód i Baildon. Spotkanie rozegrano w Katowicach na lodowisku Jantor 28 grudnia 1969 roku, a zwyciężył Naprzód 6:4 i jako pierwszy zdobył to trofeum. Puchar z ramienia PZHL wręczył W. Sadowicz.
| 26 grudnia 1969 | Naprzód Janów | 6:4 | Baildon Katowice | Jantor, Katowice |

|        | Szeja 08:00 Rajs 11:00 Szeja 14:00 Kulawik 18:00 Albrecht 37:00 Maryniuk 38:00 | (4:3, 2:0, 0:1) | 03:00 Garbacz 04:00 F. Góralczyk 12:00 Langner 40:00 R. Mateja | Widzów: 3500 |
| ? min. |                                                                                | ? min.          |                                                                | Widzów: 3500 |